# Nizza-Wolfsmilch
Die Nizza-Wolfsmilch (Euphorbia nicaeensis) ist eine Pflanzenart aus der Gattung Wolfsmilch (Euphorbia) innerhalb der Familie der Wolfsmilchgewächse (Euphorbiaceae).

## Beschreibung

### Vegetative Merkmale
Die Nizza-Wolfsmilch ist eine ausdauernde, krautige Pflanze oder ein Halbstrauch, der eine Wuchshöhe bis 80 Zentimeter erreicht. Die Blätter sind 3 bis 18 Millimeter breit, 10 bis 75 Millimeter lang und schmal lanzettlich, länglich oder eiförmig. Am Stängel unter der Scheindolde sind keine nichtblühenden Seitentriebe vorhanden.

### Generative Merkmale
Die Blütezeit reicht von Juni bis Juli.
Die Doldenstrahlen sind meist ein bis zweimal gabelig geteilt.
Die Chromosomenzahl beträgt 2n = 18.

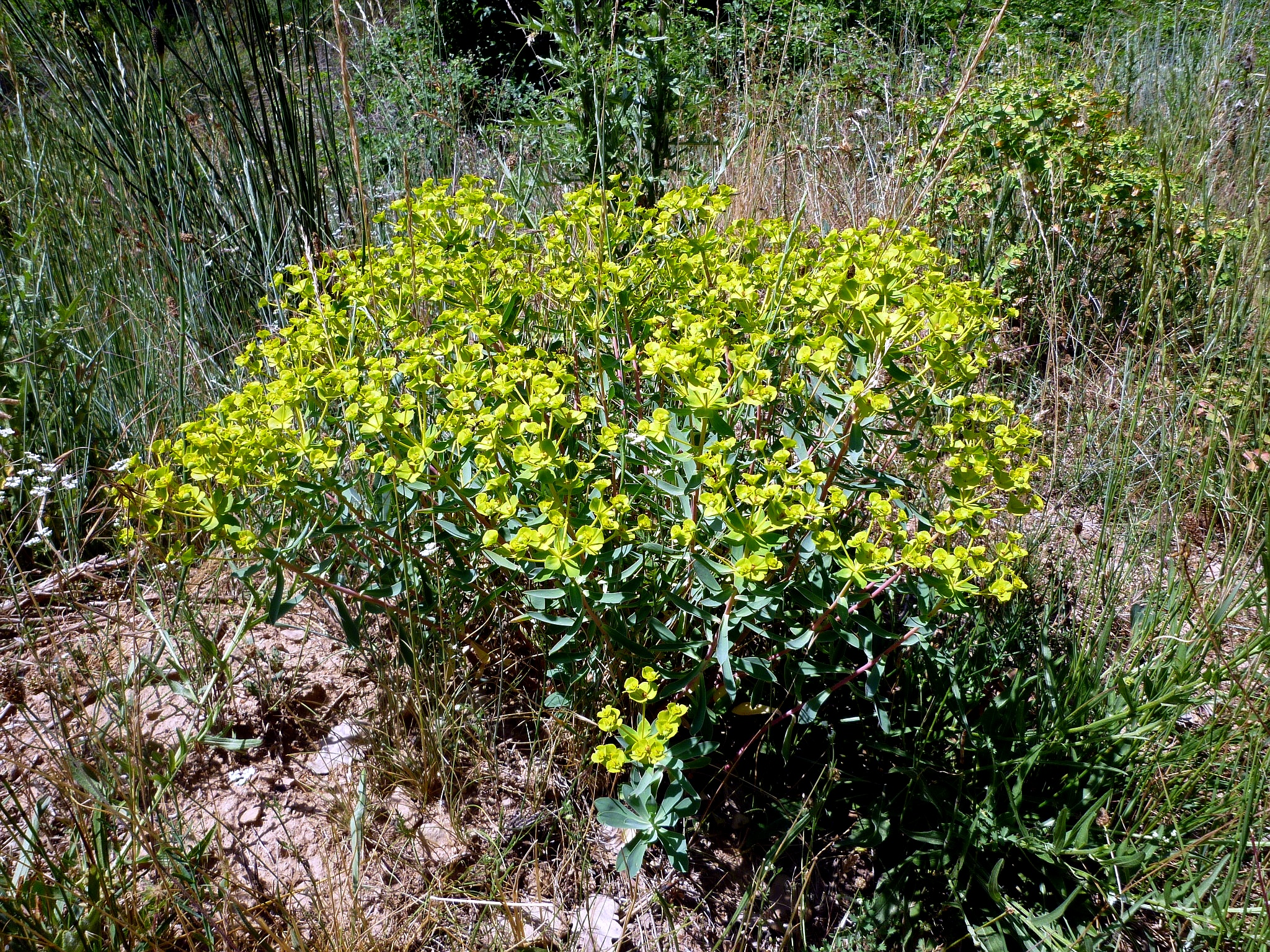
Habitus im Habitat

## Vorkommen
Die Nizza-Wolfsmilch kommt in Süd- und Osteuropa, im südlichen Mitteleuropa, in der Türkei und im Kaukasusraum. Die Nizza-Wolfsmilch auf trockenen offenen Standorten vor.

## Systematik
Die Erstveröffentlichung von Euphorbia nicaeensis erfolgte 1785 durch Carlo Allioni in Flora Pedemontana sive Enumeratio Methodica Stirpium Indigenarum Pedemontii Band 1, S. 285, Tafel 69.
Je nach Autor gibt es mehrere Unterarten und Varietäten oder es gibt keine Subtaxa:
- Euphorbia nicaeensis subsp. cadrilateri (Prodan) Kuzmanov: Dieser Endemit kommt nur in Bulgarien vor.[2]
- Euphorbia nicaeensis subsp. demnatensis (Coss. ex Batt. & Trab.) Breistr.: Dieser Endemit kommt nur im nördlichen Algerien vor.[3]
- Euphorbia nicaeensis subsp. dobrogensis (Prodan) Kuzmanov: Dieser Endemit kommt nur in Bulgarien vor.[2]
- Euphorbia nicaeensis subsp. glareosa (Pall. ex M. Bieb.) Radcl.-Sm.: Sie kommt auf der Krim, in der Türkei und im Kaukasusraum vor.[2] Zu dieser Unterart gehören auch die Vorkommen in Österreich im Burgenland und in Niederösterreich.[4]
- Euphorbia nicaeensis subsp. goldei (Prokh.) Greuter & Burdet: Dieser Endemit kommt nur auf der Krim vor.[2]
- Euphorbia nicaeensis var. hispanica (Degen & Hervier) Cuatrec.: Sie kommt im östlichen Spanien und in Nordwestafrika vor. Aber sie gilt als Synonym von Euphorbia nicaeensis.[3]
- Euphorbia nicaeensis var. lasiocarpa (Boiss.) Radcl.-Sm. & Govaerts: Sie kommt in Griechenland, Bulgarien, in der Türkei und im südlichen europäischen Russland vor.[2]
- Euphorbia nicaeensis subsp. nicaeensis: Sie kommt vom östlichen Mitteleuropa und Südeuropa bis Transkaukasien und in Nordwestafrika vor.[3] Sie wurde auch in Thüringen unbeständig eingeschleppt beobachtet.[4]
- Euphorbia nicaeensis subsp. prostrata (Fiori) Arrigoni: Sie kommt vielleicht nur in Italien vor. Sie ist seit 2022 ein Synonym von Euphorbia adriatica Stojilkovič & al.
- Euphorbia nicaeensis subsp. stepposa (Zoz) Greuter & Burdet: Sie kommt nur in der Ukraine vor.[2]
- Euphorbia nicaeensis subsp. volgensis (Krysht.) Oudejans: Sie kommt nur im südlichen europäischen Russland vor.[2]

## Nutzung
Die Nizza-Wolfsmilch wird selten als Zierpflanze für Steingärten genutzt. Es gibt einige Sorten.